# Inquisitor chocolata
Inquisitor chocolata é uma espécie de gastrópode do gênero Inquisitor, pertencente a família Pseudomelatomidae.